# Modernizmus (katolikus)
A katolikus modernizmusnak az egyházban azokat a különféle törekvéseket nevezik, amelyek a modern szellemiséghez (tudományhoz, filozófiákhoz) való alkalmazkodást célozzák.
Több jelentése van:
- Korai modernizmus, a 19. század végén és a 20. század elején felbukkanó racionalista szellemi irányzat, amely a katolicizmust a modern tudomány világával akarta kibékíteni, és kereste azokat a módozatokat, amelyekben a hit a modern kor kérdései közepette az értelemhez hozható megmagyarázható.[1] X. Piusz pápa Pascendi Dominici gregis nevű enciklikája (1907) elítélte. Azóta határozott bölcsészet-dogmatikai rendszert jelent, és amely a katolikus egyházat állítólag a tudomány támadásai ellenében mindenkorra biztosítani akarja, de a katolikus tan alapelveivel homlokegyenest ellenkezik.[2]
- A neo-modernizmus, melynek gyökerei a X. Piusz pápa által elítélt modernizmusra vezethetők vissza. XII. Piusz pápa halála (1958) után jelentkezett, amelynek képviselői magukat progresszisták-nak is nevezik[3] (szemben a konzervatív katolikusokkal).
- Azon irányzatok a gyűjtőneve, amelyek a hagyományos egyházi tanítást modern formába próbálják öltöztetni, anélkül, hogy összeütközést keresnének a hivatalos egyházi hatóságokkal. Ilyen irányzat például a perszonalizmus, a teilhard-izmus vagy a nouvelle théologie. E törekvésekkel élesen szembehelyezkedik a neotomizmus konzervatív szárnya.[4]

A katolikus modernizmus teológiai szempontból talán a liberális protestantizmusnak feleltethető meg.

## A korai modernisták
A modernizmus a hagyományos katolikus tanítás újraértelmezésére törekedett, az egyházi tanítást a modern kultúrával igyekezett összeegyeztetni, az egyházat pedig megreformálni. Az irányzat Kant, Schleiermacher, Ritschl, Renan, Hegel eszméiből meritett. Képviselői nem alkottak egységes vallási rendszert, és tanításuk sem egyezett meg mindenben egymással, de maga a modernizmus összefüggő rendszert alkot.
Filozófiája elkerülte a skolasztikus egyházatyákra való hivatkozást, s ehelyett logikai és pszichológiai érvekkel operált. Korlátozni akarta a pápa hatalmát és meg akarta dönteni az autokrata rendszert, hogy a hatalom a pápa és a püspöki kar kezében van, továbbá ki akarta küszöbölni az egyházból azokat az elemeket, amelyek a modern ember világnézetével ellentétben állnak.
Az 1907-ben kiadott Pascendi enciklika alapján a modernizmus jellemzői:
- az értelmi Isten-ismeret helyébe az érzelmi lép;
- a vallásnak a megnyilvánulásai (egyház, szentségek) az ember szükségleteiből, vágyaiból jönnek létre; a közös élmény egyházat hoz létre, s ezért az egyházi hivatal sem isteni eredetű;
- mivel a vallási tudatból nő ki az egyház, a hierarchia, ezért minden tekintély a tudatnak van alárendelve;
- a dogmáknak igazodniuk kell a vallásos érzés fejlődéséhez;
- a történelemben természetfeletti esemény nincsen,
- a skolasztikus filozófia elvetése,
- az istentiszteletnek a nép igényéhez való alakítása,
- az egyházi intézmények demokratizálása, továbbá annak megengedése, hogy az alsó papság, és a laikusok is részt vehessenek az egyházi törvényhozásban
- a papi nőtlenség eltörlése.

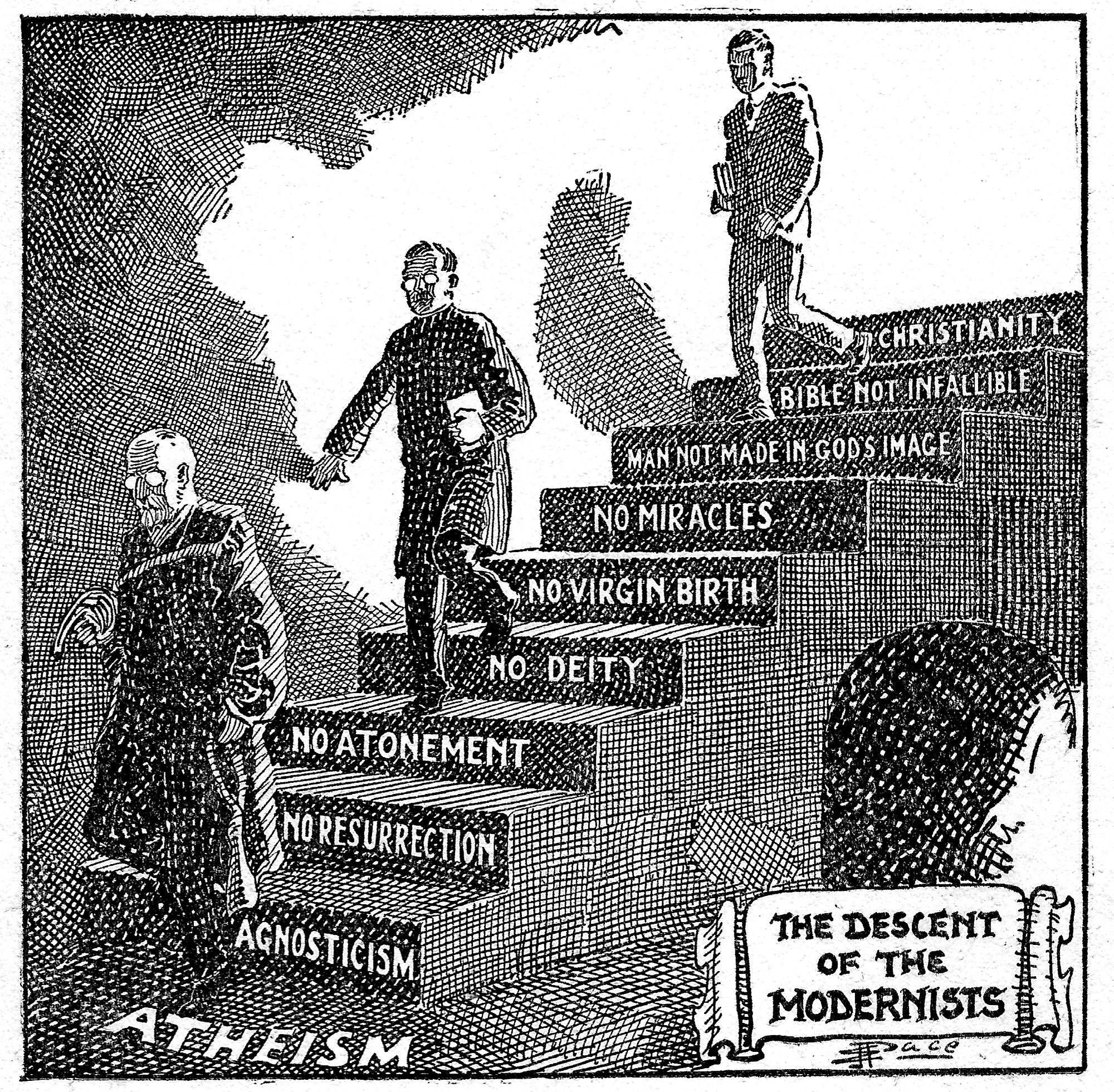
E. J. Pace 1922-es keresztény karikatúrája, a modernisták alászállása. A lépcsőfokok fentről: Kereszténység → A Biblia nem tévedhetetlen → Az ember nem Isten képmására alkotott → Nincsenek csodák → Nincs szűzi szülés → Nincs Istenség → Nincs bűnhődés → Nincs feltámadás → Agnoszticizmus → Ateizmus

Filozófiája az agnoszticizmusból származik, mert kizárja a hitet a megismerés eszközei közül.
Tanításának másik alapeleme az immanentizmus, amely azt hirdeti hogy a vallás a lélek immanens, belső erejéből fakad, nem pedig külső kinyilatkoztatásból származik. A lélek mélyén elemi erővel él az Isten iránti szükségérzet, melyből fakad a vallásos érzés.
Nézete szerint a vallás (a hit) nem eredhet külső kinyilatkoztatásból, csak az ember bensőjéből magyarázható meg, a vallásos immanenciából, vagyis a kedélyben keletkező érzelemnek az isteni után való szükségérzetéből. Ez érzelemnek tudata a kezdete a vallásnak és neve: hit. Ennek az első vallásos érzelemnek jelentkezése a lélek tudatában a kinyilatkoztatás. A keresztény kinyilatkoztatás nem más, mint a vallásos érzelem fellépése (az ember) Krisztus lelkében.
Ilyenformán a hitbeli kinyilatkoztatás nem Isten igéje, és a hit nem az isteni bizonyítékon nyugvó hívés. A dogmák csak tükrei a vallásos kedélynek, nem abszolút igazságok vagy valóságok, csak jelképek, amelyeket megelevenítésük céljából a hithez és a különféle idők hívőihez kell alkalmazni, különben elveszítik eredeti tartalmukat és változtatásra szorulnak.
Az egyház a hívők szükségletéből származott, hogy vallásos élményeiket egymással közölhessék, az egyházi hatalom tehát közvetlenül a néptől veszi eredetét. Az államot és az egyházat egészen el kell választani, az egyházat demokratikusan át kell alakítani és mindenben, még a szentségek kiszolgáltatásában is, az államnak alárendelni.
A modernizmus legfőbb tana a fejlődés törvénye: hit, dogma, kultúra, egyház mind fejlődik, amiben az Egyház a gátló, a világiak a hajtóerő.
Egyéb modernista tételek:
- A Szentírás nem tévedhetetlen, mert emberi dokumentumok gyűjteménye.
- A szentháromság-tan felesleges és érthetetlen.
- Jézus nem váltotta meg az emberiséget és egyházat sem alapított.
- A történelmi Jézus más, mint a kereszténység Jézusa.
- Péter nem volt egyházfő.
- A szeplőtelen fogantatás tanítása elvetendő.
- A (katolikus) szentségek nem Jézustól erednek, és nem is lényegesek.
- A hívők szabadon fejthetik ki nézeteiket, lelkiismeretüket nem lehet az Indexhez kötni.
- A pokol nem örökké tartó állapot.
- Az utolsó kenet felesleges.
- A bűnbocsánat nem a papra tartozik.
- A házasság nem szentség, és állami hatáskörbe tartozik.

### A modernizmus képviselői
Legjelentősebb közülük a francia Alfred Loisy, a párizsi Istitut Catholique volt professzora, aki a protestáns biblia-kritika nyomdokain haladva a történeti kritikát alkalmazta a hit forrásainak vizsgálatainál. Mások, mint George Tyrell, Le Roy, Lucien Laberthonnière, Albert Houtin stb. a modern filozófiákat építették bele a katolikus hit- és erkölcstanba és a dogmák relativitását hirdették az egyház abszolutista felfogásával szemben.
A modernizmus főleg Franciaországban és az Egyesült Királyságban, továbbá kisebb mértékben Olaszországban volt jelentős.
Nevezetesebb képviselői:
Franciaországban 

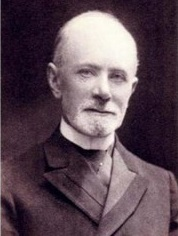
Alfred Loisy

- Alfred Loisy (1857-1940) katolikus teológus, a "modernista válság" kiváltója és fő figurája[14]
- Louis Duchesne (1843–1922)
- Pierre Batiffol (1861–1929)
- Henri Brémond (1865–1933)[15]
- Joseph Turmel (alias: Henri Delafosse, 1859–1943)
- Lucien Laberthonnière (1860-1932)

Angliában 
- George Tyrrell (1861-1909) 1890-ben csatlakozott a jezsuitákhoz és a következő évben papnak nevezték ki. 1906-ban kizárták a társaságból.
- Friedrich von Hügel báró (1852-1925) katolikus filozófus, teológus és író
- Maude Petre (1863-1942)
- Wilfrid Ward

Olaszországban 
- Romolo Murri (1870–1944) katolikus teológus
- Buonaiuti Ernesto (1881-1946) katolikus pap, egyháztörténész, vallásfilozófus
- Antonio Fogazzaro (1842-1911)
- Ernesto Buonaiuti (1881–1946)

Németországban 
- Ignaz von Döllinger (1799–1890), katolikus teológus és egyháztörténész, a modernista mozgalom német úttörője
- Joseph Sauer (1872-1949) katolikus teológus, egyháztörténész

### Lépések a modernizmus ellen

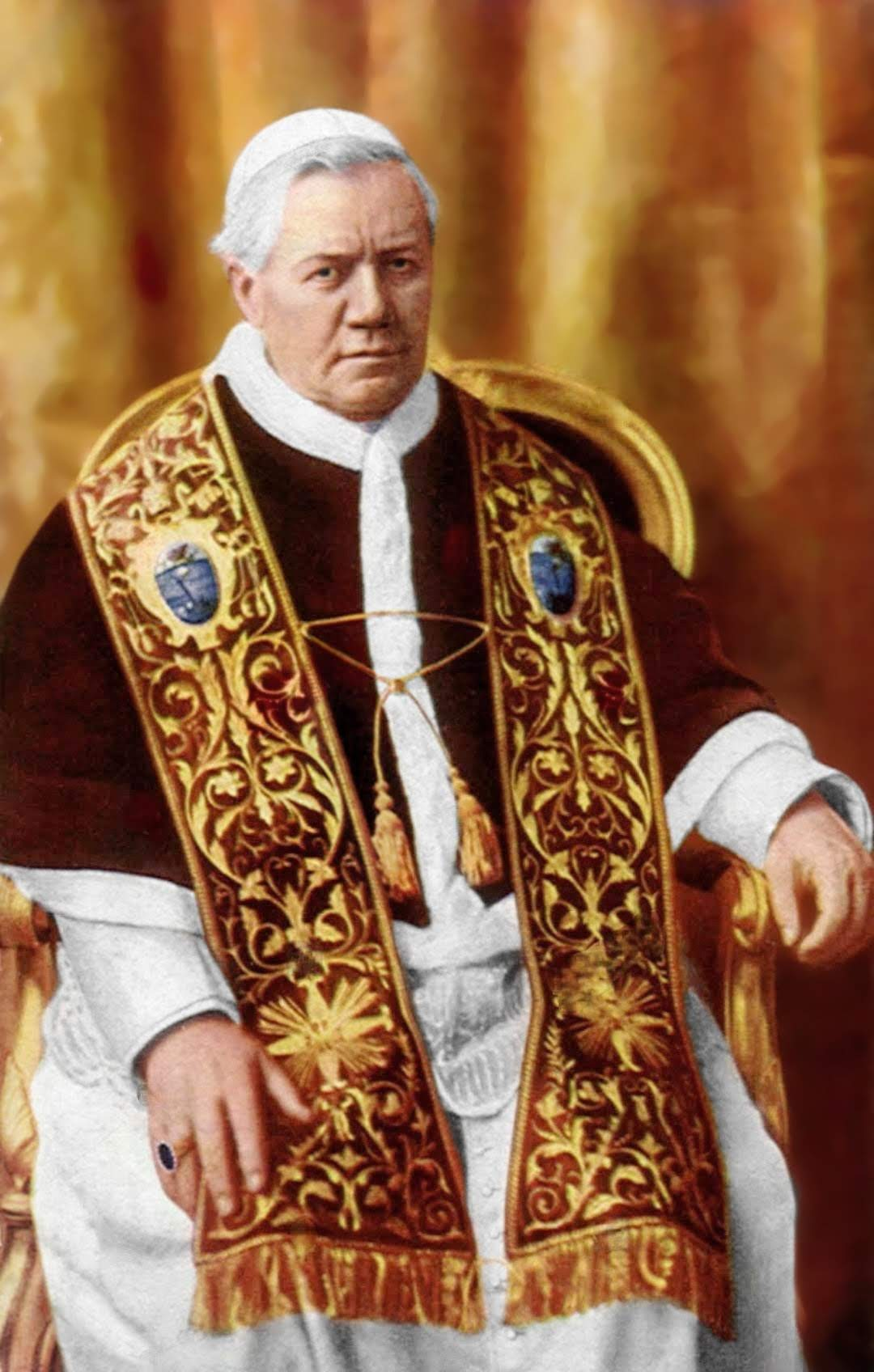
X. Piusz pápa

A modernizmus ellen 1907. július 3-án a Hittani Kongregáció nyilatkozott, mely kiadott Lamentabili sane exitu kezdetű dekrétumában 65 modernista tételt ítélt el.
Ezután következett 1907. szeptember 8-án X. Piusz pápa Pascendi Dominici gregis enciklikája, amely nem cáfolata, hanem rendszeres jellemzése és bírálata a már elvetett modernizmusnak. Ebben az enciklikában X. Pius elrendelte, hogy a teológiai tanulmányok alapja csak a skolasztikus filozófia lehet. Előírta, hogy a gyanús tanárokat mozdítsák el a katedráról, a papnövendékek ne látogassanak világi egyetemen előadásokat, továbbá az egyházi cenzúrát is megszigorította. Rendelkezett minden egyházmegyében az ún. consilium vigilantiae felállításáról, melynek feladata a modernizmus felkutatása volt. Indexre (tiltó listára) került számos szerző könyve, így a magyar Prohászka Ottokár három írása is.
1910. szeptember 1-én a Sacrorum antistitum kezdetű motu proprioja előírta a papságnak az ún. antimodernista esküt, melyet ezután minden felszentelt papnak le kellett tennie
„Én, xy határozottan magamévá teszem és elfogadom mindazt összességében és egyenként is, amit az egyház nem tévedő tanítóhivatala meghatározott, kijelentett és kinyilvánított, tanításának elsősorban azon fejezeteit, amelyek a mostani kor tévedéseivel egyenesen szembeszállnak."
(Az antimodernista eskü letételének rendeletét csak 1967-ben függesztették fel).
A katolikus konzervatív irányzat kuriális vezetője Umberto Benigni (1862-1934) prelátus volt, aki 1909-ben létrehozta a Sodalitium Pianum elnevezésű titkos – inkvizíciós – jellegű szervezetet. Ennek az volt a célja, hogy püspökök megkerülésével megfigyelje és megbüntesse mindazokat, akik gyanúsnak látszottak.
A modernisták ellen valóságos hajtóvadászat indult. Sok olyan teológus is el lett távolítva, akik ugyan nem voltak modernisták, de nem álltak a skolasztikus neotomizmus pártján.
Ezután a modernizmus mintegy fél évszázadra kiszorult az egyházból, de a korai modernizmussal kapcsolatban több olyan álláspontot is elítéltek, melyet azóta a katolikus teológia elfogadott.

## Neo-modernizmus
A katolicizmus modernista krízise az egyházi hagyomány és dogma, illetve a tudományos módszerek és azok követelményeinek felismerése közötti összetűzés eredménye. 
A konzervatív katolikusok az eddigi erkölcsi és hittani normákat védik, míg a neo-modernisták (vagy más neveken: a progresszisták, progresszívok vagy haladók) azt állítják, hogy ha a katolikus kereszténység nem akar végleg megszűnni, alkalmazkodnia kell a mai megváltozott világ követelményeihez.
A nouvelle théologie képviselői, a haladó, modernista jezsuiták (J. Daniélou, H. de Lubac, Teilhard de Chardin) és domonkosok (M.-D. Chenu, Y. Congar stb.) sok zaklatásnak voltak kitéve a XII. Piusz által 1950-ben kiadott „Humani generis” kezdetű enciklika idején, mígnem a II. vatikáni zsinaton rehabilitálták őket, sőt később egyesek bíborosok lettek.
A modernisták gyakran Hegel és Heidegger filozófiájával helyettesítették az újskolasztikus filozófiát. Mindenesetre meglehetősen eklektikusan vélekedtek a katolikus tanítás lényegi kérdéseiről, s korántsem alkottak közös platformon lévő, szervezett irányzatot.
Az „aggiornamento” (korszerűsítés) XXIII. Jánostól kezdve a X. Piusz örökségétől való elfordulást jelentette. A János pápa ideje alatt összehívott II. vatikáni zsinaton két egymással ellentétes irányzat bontakozott ki: a progresszívok (haladók) és az integristák (konzervatívok) irányzata és végeredményben a zsinat a progresszívok (modernisták) győzelmével végződött. A zsinat progresszív szárnya megújulási törekvéseiben a XXIII. János pápa zsinati nyitóbeszédében elhangzott buzdításra támaszkodott. A remélt „új korszak" hajnalán az élhetőbb egyház irányába mutató változásokra van szükség. A kezdeményezés bizonyos tekintetben nem új, hiszen az urgens necessitas vei evidens utilitas indokolta változásokat már a IV. lateráni zsinat is engedélyezte.
XXIII. János a haladók oldalán állt. Jelszava: „előre, mindig csak előre!” — így akarta valóra váltani, hogy az egyház a ne maradjon le, szinkronban legyen a 20. századdal, így fogalmazza meg mondanivalóját, időszerűen, közölhetőén, mert csak így tudja betölteni hivatását a modern időnkben, anélkül, hogy valamit is lealkudna vagy letagadna eredeti mandátumából. Az integristák (konzervatívok) ugyanakkor féltették a katolikus egyházat a széthullástól, a zűrzavartól, a múlt értékes tradícióinak megvetésétől, tekintélyének csorbulásától. Szinte csak bírálatuk volt a mai világgal szemben, így lényegében az anti-modernista vonalat folytatták, ami az I. vatikáni zsinatra és a korabeli pápákra volt jellemző.
A II. vatikáni zsinat a modernizmus győzelmét jelentette, különösen három területen: a Biblia, a katekizmus és a liturgia területén. Az integristák számára az utolsó elfogadható Biblia-fordítás az 1939. évi kiadású Crampon-féle Biblia volt, az egyedül érvényes katekizmusnak a tridenti zsinatét tartják, amelyet X. Piusz pápa is átvett, az egyedül „hiteles” szertartás pedig az V. Szent Piusz-féle mise.
A zsinat után a progresszívok (modernisták) túl kevésnek találták a bevezetett reformokat, ezért az egyházi struktúra radikális átalakításába kezdtek, és a teológusok kutatási szabadságát követelték; míg az integristák (konzervatívok) úgy vélték, hogy a zsinat utáni egyház már nem is igazi katolikus egyház.
VI. Pál pápa a zsinat után mondta: „a modernizmus a legveszélyesebb forradalom, amellyel az Egyháznak valaha is szembe kellett néznie, és még ma is komolyan ostromolja az Egyházat”.
II. János Pál pápa teológiai és politikai nézetei meglehetősen konzervatívak voltak. Ez viszont nem meglepő, hiszen a lengyel katolicizmus az egyik legkonzervatívabb ágat képviselte Európában. A pápa kifelé a dialógus híve volt és párbeszédre készséget mutatott, addig befelé viszont az abszolút pápa-tekintély képviselője volt. Erre emlékeztet H. Küng, E. Schillebeeckx és L. Boff elhallgattatása és az 1990. május 24-én kiadott instrukció, amely a római katolikus tanítói hivatalnak a teológiai tanárok által gyakorolt módjait szigorú konzervativizmussal határozta meg.
Marcel Lefebvre, – aki nem fogadta el a II. vatikáni zsinat bizonyos dokumentumait – a hagyományokhoz visszatérve folytatta növendékei oktatását. A feszültség fokozatosan növekedett, miután a lázadó érsek folytatta a Vatikánnal dacoló tevékenységét. A szakítás 1988 nyarán következett be, amikorra még szélsőségesebbé váltak a nézetei a pápának való engedelmesség kérdésében is. Lefebvre és a konzervatívok (integristák) bizonyos része — "sedevakantisták" — úgy tartották, hogy a II. Vatikáni Zsinat súlyos tévedéseinek következtében Péter széke megüresedettnek tekintendő, szerintük XII. Piusz halála óta Péter trónja üresen áll. Ezért Lefebvre nyilvánosan megtagadta a II. vatikáni zsinat döntéseit, és a szakadár főpapok közül négy püspököt iktatott be, holott ez a pápa kiváltsága. II. János Pál nyomban kiközösítette a szakadárokat, akik különálló szektát teremtettek. E renegát közösségnek 2009-ben szerte a világban 480 plébánosa volt.
1998-ban II. János Pála a Fides et Ratio enciklikájában tisztelettel szól a filozófia szerepéről és megvédi a metafizika jogosultságát, a kinyilatkoztatott igazságról szólva az I. Vatikáni Zsinatra hivatkozik, meg részben a „Pascendi”-re és a „Humani generis”-re, továbbá Aquinói Szent Tamás tanítását magasztalja. Megerősítette a modernizmus túl liberális szárnyának elutasítását.
A katolicizmus jövőjéről, vagy a keresztény üzenet egyetemességéről szólva mindig a modernizálódásról, korszerűsödésről kell beszélni: ez volt a II. Vatikáni Zsinat célkitűzése. A zsinat utáni válság, az integrizmus és progresszizmus végletei között egyensúlyt kereső pápaságnak valójában az elfojtott modernizmus problémájával kell szembenéznie. A Kaufmann és Zingerle által szerkesztett kötetben  22 szociológus, történész és teológus tárgyalja a modernizálódás zsinat utáni problémáit, tehát nemcsak a zsinat teológiáját, hanem az egyházi reformok szociológiai, politikai és kulturális összefüggéseit: egyház(ak) és állam, hit és ész, szekularizálódás, pluralizmus, párbeszéd a világgal, liberalizmus, konzervatívok és progresszisták, az „aggiornamento”  helyzete a volt szocialista országokban stb. A magyar helyzetről Tomka Miklós szociológus tájékoztat.